# 三目並べ
三目並べ（さんもくならべ）、まるばつとは、3×3 の格子を用意し、二人が交互に「○」と「✕」を書き込んでいき3つ並べるゲームである。まるかけ、まるぺけ、まるばつゲームとも呼ばれる。

## 概要
ノートや黒板などでも手軽に遊べることから広く普及している遊びの一種。まず「井」の文字に似た直線の格子図形を描き、二人で先攻後攻を決める。そしてどちらかが「○」でどちらかが「×」となり、先攻後攻と交互に井の字の空いたマスに書き込んでいく。そして最終的にビンゴのように、縦・横・斜めのいずれか1列に3個自分のマークを並べると勝ちとなる。

## 歴史
この遊びは西洋を起源として古くから遊ばれている。日本では1907年（明治40年）世界遊戯法大全242ページに英語: Noughts & Crossesの和訳として「丸角競争」の名前で紹介されている。そこではルールがほぼ一緒であるが○と×ではなく○と△の記号を使うようになっている。

## 戦法
このゲームでは、先手・後手ともに最善を尽くすと、必ず引き分けとなる。
ルールの似ている五目並べにおいては、特別なルールを課さない場合先手必勝であることが知られているが、19×19の広い盤面で行われる五目並べと、3×3のマスの中で行われる三目並べを比較しても無意味であり、広い盤面で三目並べを行えば先手必勝となることは容易に確認できる。
映画『ウォー・ゲーム』においてWOPRコンピュータである「Joshua」は、このゲームにより全面核戦争には絶対的勝者はおらず、無意味であると悟る。

### 先手
前述の通り9カ所のどこに打っても、相手が最善を尽くしてきた場合には引き分けになる。相手のミスを狙うなら角に打つのが得策だろう。

### 後手
先手が中心、角、辺のどれに打ってきたかによって変わる。ここでは先手が○、後手が×である。後手は×で示した位置以外に打つと負けが決定する。
|   |   | ○ |
|   | × |   |
| ■ | ■ | ■ |

| × |   | × |
|   | ○ |   |
| × |   | × |

| × | ○ | × |
|   | × |   |
|   | × |   |

また、一番左の経路を辿った場合
| A | B | ○ |
| B | × | B |
| ○ | B | A |

事実上後手はAとBの二種類になるがAに打つと、負けが決定してしまう。

## 様々な呼び名
ゲルマン語圏
- Tic tac toe （アメリカ）

- Noughts and Crosses （イギリス）
- Boter, kaas en eieren （オランダ）
- Tripp trapp trull （スウェーデン）

ロマンス語圏
- To-ti-to （グアテマラ）
- Ta-te-ti , Tres en raya（スペイン）
- Morpion（フランス）
- Jogo da Velha （ブラジル）
- La Vieja（ベネズエラ）
- X şi zero （ルーマニア）

その他
- 틱택토 (韓国語)
- 井字遊戯 / 井字過三関 / 圈圈叉叉(○○✗✗) (台湾/香港）
- Zero Kata （インドのヒンディー語）
- Amõba （ハンガリー）
- ristinolla （フィンランド）

## 注
1. ↑  松浦政泰 編『世界遊戯法大全』博文館、1907年。NDLJP:860315。
2. ↑  世界遊戯法大全p242